# Vladímir Leónov (ciclista)
Vladímir Petróvich Leónov –en ruso, Владимир Петрович Леонов– (Tula, 25 de abril de 1937) es un deportista soviético que compitió en ciclismo en la modalidad de pista, especialista en la prueba de tándem.
Participó en dos Juegos Olímpicos de Verano, en los años 1956 y 1960, obteniendo una medalla de bronce en Roma 1960, en la prueba de tándem (haciendo pareja con Boris Vasiliev).

## Medallero internacional
| Juegos Olímpicos | Juegos Olímpicos | Juegos Olímpicos  | Juegos Olímpicos |
| Año              | Lugar            | Medalla           | Competición      |
| ---------------- | ---------------- | ----------------- | ---------------- |
| 1960             | Roma ( Italia)   | Medalla de bronce | Tándem           |